# 拉裕事件
拉裕事件是1974年1月31日发生在新加坡的一宗恐怖事件，日语中又称“新加坡事件”（日语：シンガポール事件，Shingapōru jiken）该事件中日本赤軍和解放巴勒斯坦人民阵线的四名恐怖分子袭击了位于新加坡毛广岛的壳牌煉油廠，随即劫持了拉裕号（Laju，马来语中意为“飞驰”）驳船。

## 事件经过
1974年1月31日，日本赤军成员和光晴生、山田义昭以及解放巴勒斯坦人民阵线的两名成员持冲锋枪入侵了新加坡毛广岛上的壳牌炼油厂，直接目的是阻止新加坡向南越等“不友好”国家供应燃油。解放巴勒斯坦人民阵线的一名发言人次日称，此举是为了警告所有垄断的石油企业和压迫中东革命的帝国主义者。四名袭击者以捕鱼为由搭乘一艘渔船前往毛广岛，随即袭击船主并接管这艘船，但不久之后船即触礁，他们只得要求另一位渔民将他们带上岛。
袭击者登上毛广岛后爬过海堤，到达油库门前，试图开枪逼停一辆卡车，但没有成功。岛上的一名工程师在驾车经过时也被枪击，但未受伤。炼油厂卫兵成功脱逃，发出警报。袭击者当时携带了12枚炸弹，但只能引爆三枚。其中一个储油罐被引爆起火，但火势迅速被扑灭，最终损失的燃油价值达15000新加坡元。四个人未能引爆剩余的爆炸物，为逃离现场而在毛广岛码头登上前往新加坡岛的拉裕号渡船，并将其劫持。拉裕号五名船员被恐怖分子要求将船驶入公海，新加坡海警随即对拉裕号展开跟踪。拉裕号停靠在东錨地后，即被海警船、海关摩托艇和新加坡海军炮艇包围。在劫持五名人质之后，恐怖分子开始与海警谈判。当天夜间，两名人质跳船而逃。
数日后，劫船者以派“保证人”与四人一同乘机赴科威特为条件同意释放人质，这引发了日本駐科威特大使館佔領事件。2月7日，四名袭击者被带往巴耶利巴机场（当时亦称“新加坡国际机场”），投案后释放人质并登上日本航空的道格拉斯DC-8特派机（编号JA8032，曾于1968年在旧金山湾发生事故）。8日凌晨1时25分，载着四名劫船者、13名新加坡政府官员、2名日本政府官员和12名机组人员的日航专机离开新加坡，13名新方保证人中包括时任新加坡保安与情报司司长，後來出任新加坡總統的塞拉潘·纳丹。